# Мар'ян Виснєський
Мар'ян Виснєський (фр. Maryan Wisnieski; 1 лютого 1937, Калонн-Рикуар — 4 березня 2022) — французький футболіст польського походження, що грав на позиції нападника.
Виступав, зокрема, за клуб «Ланс», а також національну збірну Франції.

## Клубна кар'єра
Народився 1 лютого 1937 року в місті Калонн-Рикуар. Вихованець футбольної школи клубу «Ошель».
У дорослому футболі дебютував 1953 року виступами за команду клубу «Ланс», в якій провів десять сезонів, взявши участь у 277 матчах чемпіонату. Більшість часу, проведеного у складі «Ланса», був основним гравцем атакувальної ланки команди. У складі «Ланса» був одним з головних бомбардирів команди, маючи середню результативність на рівні 0,34 голу за гру першості.
Згодом з 1963 по 1969 рік грав у складі команд клубів «Сампдорія», «Сент-Етьєн» та «Сошо».
Завершив професійну ігрову кар'єру у клубі «Гренобль», за команду якого виступав протягом 1969—1970 років.

## Виступи за збірну
1955 року дебютував в офіційних матчах у складі національної збірної Франції. Протягом кар'єри у національній команді, яка тривала 9 років, провів у формі головної команди країни 33 матчі, забивши 12 голів.
У складі збірної був учасником чемпіонату світу 1958 року у Швеції, на якому команда здобула бронзові нагороди, а також домашнього для французів чемпіонату Європи 1960 року.

## Титули і досягнення
- Бронзовий призер чемпіонату світу: 1958